# 世界波
世界波是一個體育術語，絕大多數用在足球上，是指一名球員的射門得分過程非常精彩，令人驚嘆不已。「波」是粵語中球的意思（而最終詞源是來自於英語的Ball），此詞語是起源於粵語地區並一直使用著。随着央视赛事评论员的使用，该词语逐渐被全中国认可，台灣也因為各類不同的傳播媒介引入而廣泛使用。世界波在英語對應的詞彙為worldie。
由於「世界波」是指美妙入球，過程通常難度比較高、或者以比較巧妙的方式取得入球。遠射是其中一個世界波的方式，因為要射入一球遠射的難度比較大，遠射入球通常是射門角度、力度等非常刁鑽，令守門員難以撲救。另一種方式是使用高技術或較巧妙的方式取得入球，例如使用「倒掛」、「車身窩利」（Volley）、「笠射」等。還有一種方式是並非指美妙射球，可以是在入球過程非常精彩，例如入球者盤扭對方數名球員再取得入球等。
此外，烏龍球亦是一種另類世界波，因為誤擺烏龍的球員，一般都是令球的軌跡很奇怪，令己方守門員難以撲救，因此也被稱為另類世界波。

## 著名「世界波」例子
- 2005/06球季英格蘭足總盃決賽 - 利物浦對韋斯咸，謝拉特在法定時間90分鐘完結後，進入補時在禁區外以右腳腳面拉弓破網，令守門員鞭長莫及。這個入球助利物浦絕殺追成3:3平手，將比賽拖入互射十二碼階段，並最終勝出。謝拉特的這個入球，被著名足球評述員黃興桂評價：「神奇隊長」、「神奇 頂級 超卓」、「世界 世界嘅波，有今生 無來世」及「正如一位魔術師，已玩完，被其他人脫光衣服，都能從帽上抽一隻白兔出來。」[1]

- 2006年世界盃足球賽B組分組賽最後一輪 - 瑞典對英格蘭，英格蘭的祖·高爾在瑞典球員解圍不遠，自己先控順皮球再彈地一下後在左側離門35碼外的位置再窩利抽射，皮球直飛龍門右側死角彈內柱入網。瑞典門將伊薩臣雖然托到皮球，但因為射門太急勁無法阻止皮球入網。[2]

- 2010年世界盃足球賽4強 - 荷蘭對烏拉圭，荷蘭左閘雲邦賀斯為荷蘭先開紀錄的一球為世界波。荷蘭發動進攻時球剛好落到雲邦賀斯腳下，然後在禁區外左側離門約35碼距離用左腳大力抽射，皮球直飛死角再彈入，即使烏拉圭門將撲到盡亦無法阻止皮球入網。該入球被FIFA評選為當屆世界盃最佳入球第二名（僅次於烏拉圭的科蘭在季軍戰對德國射入扳平的一球）。[3]

- 2012年歐洲足球友誼賽 - 瑞典對英格蘭，伊巴謙莫域一人獨取四球，其中第四個入球在補時取得。當時英格蘭門將禁區外頭槌解圍不遠，伊巴謙莫域立即施以「倒掛」破網，由於離門非常遠，因此不少評論員認為這個入球相當精彩，被稱為「世界波」。[4]

- 2014年世界盃足球賽16強 - 哥倫比亞對烏拉圭，哥倫比亞的梅開二度。其中第一球為世界波，本次進攻射門前幾腳哥倫比亞基本上是球不著地，然後J羅胸口一控再轉身用左腳大力抽射，皮球直飛門楣頂再彈入，即使烏拉圭門將撲到盡亦無法阻止皮球笠過。該入球被FIFA評選為當屆世界盃最佳入球。[5]

- 2016年歐洲國家盃A組首輪分組賽 - 法國對羅馬尼亞，臨完場前法國翼鋒皮耶在禁區外K角位用左腳射出力度不少的世界波，該球挂網入波，令羅馬尼亞門將達泰魯山奴鞭長莫及。[6]